# 魔導具師妲莉亞永不妥協
《魔導具師妲莉亞永不妥協》是甘岸久彌所著的日本輕小說。2018年3月起於成為小說家吧連載；同年10月起以《魔導具師妲莉亞永不妥協～從今天開始的自由職人生活～》（魔導具師ダリヤはうつむかない 〜今日から自由な職人ライフ〜）為題經KADOKAWA發行實體書籍版，由景擔綱插畫。
截至2024年7月，系列累積發行超過375萬本。改編電視動畫於2024年7月至9月播出。

## 登場人物

### 主要角色
妲莉亞·羅塞堤（聲：大西沙織、山下大輝〈男裝〉）
本作的主角。紅髮碧眼的女性，在婚約期間為了迎合未婚夫的喜好曾將頭髮染成茶色。小時候向往父親的沙色頭髮。前世是日本人的上班族女性，在過勞死後轉世成現在的妲莉亞。今世誕生於一個魔導具師世家，居住在綠塔。父親生前為名譽男爵，因擔心女兒的性格不適合社交和應酬，故而接受友人的建議，讓自己的弟子和女兒訂婚。習慣到處討人情債，日後為她留下不少方便。但在結婚前夕遭到未婚夫悔婚。素未謀面的母親為貴族，與其父離婚後再婚，死後被丈夫繼承一切遺產和爵位。小時候為了給父親驚喜偷偷做了「吹風機」的魔導具，但因為還沒學過怎麽控制輸出功率，所以不小心做成了小型的「火焰噴射器」。被父親責罵後聯手合力製作「吹風機」出來。她所開發的魔導具大多都是為了她父親，像是「防水布」、「雨衣」還有「小型魔導爐」。但後者在卡洛去世後才開發完成。在托比亞斯說奧蘭多商會不會再與其交易後，準備跟商業公會商量找其他能採買商會時，遇到馬切拉並述說事情後，對方提議創立羅塞堤商會。剛好過來找妲莉亞的嘉布列拉、伊凡諾和多明尼克聽到這事都認為這是個好主意。湊齊四位保證人和所有人的各種誘惑攻勢下，成立了「羅塞堤商會」。
在王都外森林進行採集時遇到了受傷的沃爾弗並救助他，期間內與對方交談甚歡。送其回王都後與對方約定若哪天在路上遇到就答應對方的回報和請客。之後在王都的餐廳用餐時再次遇到了沃爾弗，被對方認出自己就是當時救他的人。認為沃爾弗有魅力，但因為被悔婚過，所以提不起勁談戀愛了，而且本人認為魔導具師的工作比較有趣。
因為沃爾弗帶來的委託不是自己能處理的量因而前往商業公會商談。
在與商業公會和服裝公會的三方協商後同意了服裝公會照利益契約費和淨利的兩成給予羅塞堤商會。
因為自己和爸爸兩人沒有考慮冒險者公會素材存量，毫無規劃的製作，對管理素材的約翰造成極大負擔。
在伊凡諾請求和沃爾弗的推薦下答應伊凡諾加入羅塞堤商會工作。由於她為魔物討伐部隊遠征生活設計各種方便的魔導具和大大降低遠征用爐價格的付出，而受邀擔任王城騎士團、魔物討伐部隊的御用商會，以及魔導具師顧問，間接為她爭取名譽男爵的爵位。
沃爾弗雷德·斯卡法洛特（聲：田丸篤志、小橋里美〈幼年〉）
斯卡法洛特伯爵家的四男，母親是第三夫人。魔物討伐部隊裡擔任"赤鎧"。魔劍愛好者。曾有非要接觸隊長的魔劍而被燙傷的經驗。在部隊裡有著「死神」和「魔王」的戲稱。雖說是斯卡法洛特家的人，但五要素魔法都不會。有打算之後放棄貴族身分。從小在母親嚴格的教導下學習劍術。也因為小時候母親念的故事書對魔劍著迷，希望得到魔劍超越母親，成為不輸給任何人的強大騎士。但在他初等學院念書時，前往領地途中遭遇盜賊，母親為了保護他們而離世。一直想要魔劍是覺得這樣就能超越母親，或許在夢中就能救到一次他的母親。
在討伐雙足飛龍時被另一隻受傷的給抓走，因為自己在上面導致魔導是和騎士都無法攻擊。之後在空中解決後墜落下去，利用身體強化和樹木當緩衝才沒大礙。在山裡全身是傷的狀態走了兩天遇見了男性打扮的妲莉亞，並被她救助。在王都時與妲莉亞再會成為朋友。認為妲莉亞是個有魅力的女性，但因為有很多不好的經歷，所以覺得戀愛很麻煩，沒那個興趣。表面上裝作和一位丈夫過世的前公爵夫人交往。因為臉的關係，被許多瘋狂女性追求，也因此失去許多朋友。
為了幫助他，妲莉亞在有色的眼鏡上賦予妖精結晶的粉末，製作出有阻礙認知的眼鏡給他。只是製作時不小混入卡洛的形象，使得戴上後的沃爾夫的眼神有些像卡洛。這副眼鏡是只有沃爾夫戴上才有效果。找了商業公會的公證人多明尼克寫份與妲莉亞是對等關係的文件，也聽從對方的建議成為羅塞堤商會的出資人。
跟妲莉亞剛好談到討伐時腳部的問題，對方拿出五指襪並賦予乾燥給他試用，並已不收錢但要求報告的形式給她。在討伐期間時被人看到且聽到能預防足癬，大家都要了一雙，但數量有限只給了部分的人。在隊長的委託下帶著試用報告書和採購五指襪和鞋墊的計劃書去找妲莉亞，但因為數量關係對方沒法一下答應。之後以討伐隊成員的身分與妲莉亞前往商業公會商談此事。
卡洛·羅塞堤（聲：成田劍）
妲莉亞的父親，已故。名譽男爵。離世前的魔力值是十二。用過午餐之後，一個人前往商業公會後不久就倒下了。妲莉亞再見時已經是具無法言語的屍首了。私底下很常陪人聊心事，大家都很信賴他。被戲稱除了魔導具和酒外最大的興趣就是幫助別人又不讓人說出去。他最希望的就是女兒過得順遂，別遇到任何困難。生前沒表現出的一面，在過世後一一展現在女兒的面前。在好友的要求下和為了女兒著想，同意妲莉亞與好友的次子訂婚。但這事沒被當事人所知。因為女兒的要求做出了「熱水器」的魔導具。也曾為了女兒，想在她房間窗戶裝有阻礙認知的妖精結晶，不過失敗了。
即使與妻子離婚，也不曾說過其壞話，也一直保留著對方的嫁妝。因為心裡還愛著前妻所以一直沒有再婚的打算。
妲莉亞小時候聽到對方說沒收過刺繡手帕很想要而問卡洛想不想要，對方隨口說了想要後，沒想到妲莉亞真的送了一條給對方，即使手指多處的刺傷。收到時非常高興，這是他第一次收到的刺繡手帕，而且這還是他最愛的女兒給的。本人在當時高興到跑道綠塔的其他樓層歡呼著，甚至還說自己贏過了未來女婿。
Wed版表示過他是唯一拒絕成為王都魔導具師高達四次的人。

### 友人、職人夥伴
伊爾瑪·努沃拉里（聲：飯田里穗）
妲莉亞的兒時玩伴及友人。美容師。馬切拉的妻子。手腕掛著有著鳶色寶石的金色結婚手鐲，耳朵上戴著鳶色寶石耳環，上面的寶石都是與馬切拉眼睛顏色一樣的寶石。從妲莉亞學生時代起就常幫忙寫魔導具試用後的回饋報告。對她來說沃爾弗的長相只能算普通人，從出生到現在，對她而言「帥氣的男人」只有馬切拉一人。見到對方不久就開始投以熱切的眼神，持續到現在。因為與丈夫的魔力等級差距很大所以婚前談過小孩的問題。但之後還是懷上了，也發生了魔力過多症的症狀，一直留在神殿接受治療，後得到妲莉亞等人製作的魔導具，以及沃爾弗透過家族提供的幫助，得以緩解症狀。
馬切拉·努沃拉里（聲：松田健一郎）
妲莉雅的友人。運輸公會的運輸員。伊爾瑪之夫。生父是貴族，生母是花街工作的女性，因為魔力過多症的關係產下馬切拉後就離世了。馬切拉的名字來自母親，為了某天父親來時能認出來。有著土屬性的魔力，魔力等級十四，被古伊德(沃爾夫的長兄)推測可能是某土屬性魔力深厚的古老候爵家族私生子。手腕有著金質鑲入柘榴石的手鐲。提議妲莉亞成立商會的人，也是羅塞堤商會的保證人之一。第一次見到沃爾夫時有點在意對方。在友人解除婚約就出現在身旁，很擔心友人會不會再受到傷害。因此在綠塔作客時請求對方跟他比試一下，一開始的時候因為沃爾夫的猶豫和放水而有些遺憾，之後在對方道歉與力量的比較後彼此增加條件重新開始比試。這場比試的結果在沃爾夫的衣服破掉雙雙停止動作和妲莉亞的出現而結束。之後與沃爾夫成為朋友，邀請對方改天與妲莉亞一起來家裡作客。在妻子懷孕患上魔力過多症後，向妲莉亞求助，本意是希望友人能勸告妻子終止懷孕，但經妲莉亞等人合力製作的魔導具和沃爾弗透過家族提供的幫助下，得以令妻子緩解症狀。作為報答和保護家人免被不知名的生父家族或其他貴族捲入權力紛爭，答應古伊德的要求，名義上擔任斯卡法洛特家的騎士，實際上轉職到羅塞堤商會擔任妲莉亞的護衛。
費爾蒙·甘道魯菲
甘道魯菲工房的工房長。在改良妲莉亞發明的起泡瓶後與對方已『共同名義』來簽訂利益契約書。負擔起泡瓶的製作。
芭露芭菈·甘道魯菲
梅傑納·古力伍
運輸公會的運輸員，羅塞堤商會的保證人之一。

### 服裝公會相關
福爾圖納托·路易尼（聲：平川大輔）
服裝公會會長。子爵。
因為五指襪和鞋墊的事情與商業公會和羅塞堤商會協商。在三方討論後決定以負責品管與申報並照利益契約費和淨利的兩成給予羅塞堤商會。
露琪亞·法諾（聲：和泉風花）
妲莉亞的友人之一，家族經營的法諾工房的副工房長。
妲莉亞委託製作五指襪的地方同時露琪亞也是委託妲莉亞製作花紋雨衣的委託人。

### 冒險者公會相關
奧古斯特·斯卡拉第
冒險者公會副會長。子爵。
其家族是斯卡法洛特家的分支，是沃爾弗雷德的親戚。兩家的祖父是兄弟。
約翰·塔索（聲：稻田徹）
冒險者公會的素材管理部長。原上級冒險者。
因為羅塞堤家的父女的關係，對本人照成了不少負擔。從親自捕抓卡洛訂購的克拉肯和沙蜥蜴，到妲莉亞像冒險者公會訂購藍史萊姆造成公會藍的一片，他都非常的印象深刻。
在聽到妲莉亞說著替代方案所需的素材後，不小心情緒激動的要對方把目前所需和未來打算用的素材全說出來。
從冒險者轉為冒險者公會員後的第一份工作是捕抓卡洛要的大量的克拉肯，花了一個月，導致第一任妻子離家出走。再婚後又花兩週去捕抓沙蜥蜴，孩子出生後為了管理藍史萊姆，每天都在公會過夜，加上其他問題導致妻子數度帶著孩子回娘家。後來經妲莉亞介紹認識奧茲華爾德，在對方建議和開解下，認真和妻子、前妻道歉及和好如初，為了家庭而調整工作時間。在現任妻子同意下，和前妻復合(成為第二夫人)及一起工作。

### 奧蘭多家
托比亞斯·奧蘭多（聲：大野智敬）
魔導具師卡洛的弟子。妲莉亞的前未婚夫兼師兄。與妲莉亞訂婚過兩年的時間。與妲莉亞第一次見面是在綠塔。在彼此父親的建議下訂婚，不是因爲互相喜歡。比起與妲莉亞結婚，他更想獲得魔導具師卡洛繼承人的稱謂，十分在意自己沒有像師父和妲莉亞般的創意和想法，只有按照前人的配方，細緻調節魔力來製造魔導具。訂婚後只要是他的要求，妲莉亞都幾乎會接受，從來不曾回嘴，不問細節。剛開始以為她願意當個跟在她身後的順從妻子。但在雙方父親過世，對方也從未與她訴苦師父的事後，他開始有些不耐煩，單方面對她提出各種奇怪要求，而對方還是默默接受。就在那時他認識了艾蜜莉亞，不知不覺被這樣的她深深吸引。登記結婚前一天將對象帶回新家，知道這是不行的還是哭著向托比亞斯告白，而托比亞斯沒說什麼順其自然地接受。認為對方是自己的真愛。因為時間和金錢的不足，在解除婚約的隔天去找妲莉亞拿回給他的婚約手鐲，轉送給艾蜜莉雅。
雖然如願和艾蜜莉雅結婚，但是發現和妲莉亞解除婚約後，被同業者們發現擅自用自己名義登記妲莉亞發明的專利權，加上自己的才能和眼光有限，逐漸在同行中輪為邊緣。
直至因妲莉亞為伊爾瑪懷孕時的健康量身訂造魔導具時，需要一位能配合她細緻調節魔力的搭檔而尋求托比亞斯合作。在過程中，托比亞斯終於理解自己的才能，重新找到未來工作的方向，並誠懇向妲莉亞道歉。
艾蜜莉雅·塔利尼（聲：大森心）
托比亞斯的戀人，後成為其妻子。父親是前代塔利尼子爵的弟弟，母親宅邸女傭。當時子爵家花大錢請公證人和身為女傭的母親正式斷絕關係。因爲母親生病而從高等學院休學，母親過世後她便獨自過起清寒的生活。在商會當接待，之後認識了托比亞斯，並愛上了他。再次遇到妲莉亞時，發現她與之前的形象判若兩人。很擔心她會把托比亞斯奪走。在與妲莉亞相遇後，托比亞斯變得有些沉默，不安襲向了她。由於不想與妲莉亞比較，所以一開始沒有幫助托比亞斯做會計工作，假裝自己習慣貴族的生活。因為聽到托比亞斯無意間喊出妲莉亞的名字，在不安的情緒下撒謊說胸針不見了，可能混在妲莉亞的行李中被對方帶走。藉此希望對方買一個新的或是對妲莉亞心生不滿，但結果卻沒有所想的那樣。連婚約手鐲也是托比亞斯從妲莉亞手中收回後轉送的。
雖然如願和托比亞斯結婚，但是被夫家發現自己只是已和貴族脫離關係的私生女身份，家境清貧沒能幫上夫家，又因婆婆(托比亞斯的母親)曾私自向塔利尼子爵家打招呼反遭對方報復，被依勒內歐以母親生病為由禁止她外出，使艾蜜莉雅遭婆婆厭惡。
依勒內歐·歐蘭多（聲：興津和幸）
托比亞斯的哥哥。奧蘭多商會長。已婚。在本人不在時，托比亞斯與妲莉亞解除婚約，導致後面發生許多令他頭痛的事。知道托比亞斯與妲莉亞訂婚的內情。與妲莉亞道歉自家弟弟與母親所做之事，並達成雙方都同意的交換條件後給予對方原本要當新婚賀禮的雌性獨角獸的角當賠禮。
曾為了降低弟弟因「外遇」解除婚約的醜聞影響商會，故意散播是妲莉亞不想婚姻約束工作而雙方和平分手，又稱妲莉亞之後和貴族交往的傳聞，反遭被妲莉亞的友人們和水之伯爵家族打壓。

### 商業公會相關
嘉布列拉·傑達（聲：山口由里子）
商業公會的副會長，子爵夫人。用丈夫的名字擔任羅塞堤商會的保證人。其原因之一有貴族加持比較不容易被壞人盯上。左手上戴著金底藍石的婚約手環和黃金上鑲滿海藍寶石的手環。後者還鑲著一顆被強大的魔法賦予的鑽石。上面有著知道他行蹤的能力，曾因這跟丈夫吵架，但如今對他這控制控制欲覺得可愛。欠著卡洛人情，因為對方將自己介紹給了丈夫。卡洛希望嘉布列拉在妲莉亞有有魔導具師或女性特有的困擾，給她一些建議。沒有的話保守秘密到他過世為止。本來因為起泡瓶的太受歡迎而有點忙了，結果出現來自討伐隊隊長的委託，讓她有點疲憊。
在與服裝公會會長和羅塞堤商會的三方協商後，答應五指襪和鞋墊販賣的優先決定權交給羅塞堤公會。
原本打算她退休後伊凡諾還留在身邊的話，就收他當養子，繼承副會長之位。
雷歐涅·傑達
商業公會的公會長，嘉布列拉的丈夫。子爵。贈與嘉布列拉的手環上有著掌握對方大致的位置的能力。嘉布列拉曾經因為對方這隨時知道她行蹤的不信任感而跟他吵架。
伊凡諾·巴多爾（聲：高橋廣樹）
商業公會職員（十六年）。契約書的管理者。羅塞堤商會的保證人之一。
已婚，有兩個女兒。
十九歲前是其他城鎮商會的長子，但商會在十九歲那年一夕之間倒閉，父母和妹妹自殺。而當時他素行不良，在戀人也就是現任妻子家過夜，正好不在家。後來兩人逃到王都，之後在商業公會找到打雜的工作。
在商討五指襪和鞋墊的利益時，擅自以羅塞堤商會的利益優先去協商。之後向嘉布列拉請辭，並轉職到羅塞堤商會。認為羅塞堤商會的前途無量，一定能賺大錢，甚至還有可能改變整個世界，想到這裡哪有一個商人能不熱血沸騰。
多明尼克·肯布菲爾
公證人。專職於商業公會。與卡洛有交流。

### 魔物討伐部隊
古拉特·巴托洛內（聲：小西克幸）
魔物討伐部隊隊長。侯爵。有「灰之魔人」之稱號。國內侯爵七家的從中一家。有把名為「灰手」的魔劍，是血脈固定的魔劍。除了他一族外的人是無法拔出的。年近五十歲，仍是一名現役騎士，也會參與討伐。為感謝坦莉雅為部隊遠征生活設計各種方便的魔導具和大大降低遠征用爐價格的付出，邀請她擔任王城騎士團、魔物討伐部隊的御用商會，以及魔導具師顧問，間接為她爭取名譽男爵的爵位。
古利澤爾達·蘭札（聲：土岐隼一）
魔物討伐部隊副隊長。有「水之魔人」之稱號。
沃爾弗雷德·斯卡法洛特
魔物討伐部隊成員，三名赤鎧之一。詳見沃爾弗雷德。
蘭道魯夫·古德溫（聲：上田燿司）
沃爾弗友人兼同期。來自人稱「國境伯爵」的伯爵家。

### 王城相關
艾特雅·加斯托尼（聲：大原沙耶香）
國內公爵四家中權勢最大的一家，現任當家的母親。四十多歲時丈夫過世，由兒子繼承家主的位子。因為美貌從未衰退，看不出年紀，私底下被稱為「加斯托尼家的魔女」。沃爾夫母親當年的護衛對象，在初等學院時就是朋友。為了阻擋一些想當情夫的人，表面上與沃爾夫來往密切。關心著沃爾夫與他稱為朋友的女性之間的事情。好奇他何時才會發現自己快得「麻疹」的事實。

### 斯卡法洛特家
雷納托·斯卡法洛特
沃爾夫的父親，斯卡爾法洛特家的當家主，原有3位夫人和4個兒子。伯爵。深愛凡妮莎，每月都會前往其安葬的墓園掃墓，甚至為了報復和維護家風，不惜令主謀(第二夫人的父親)「病故」，次子因愧疚服毒自殺，第二夫人也從始進入修道院清修；但家裏也變得支離破碎。對喪母和搬離主宅的沃爾弗十分愧疚，但對如何和幼子重修舊好無從入手。
凡妮莎·斯卡法洛特（聲：衣川里佳）
沃爾弗的母親，伯爵家的第三夫人。已故。男爵家出身，現其家族已降爲平民。原本是公爵夫人的護衛，在伯爵的強烈追求下嫁給了對方。擅長水系魔法。伯爵本來希望兩人的孩子是有著更強魔力的兒子或者是長相秀麗的女兒。結果生下的孩子不擅長五要素魔法，外貌出眾但卻是兒子。在前往領地途中遭遇盜賊(實為想暗殺伯爵長子的第二夫人娘家派出的殺手)，為了保護大家而離世。

### 佐拉家
歐茲瓦爾德·佐拉
魔導具店「女神的右眼」的店主。魔導具師兼男爵。「冷風機」的發明者。與卡洛是友人兼高等學院的同學。欠著卡洛人情。卡洛希望對方在妲莉亞去店裏時，向她展示魔導具。沒有的話保守秘密到他過世為止。年輕時妻子與員工帶著資金私奔，在煩惱痛苦時卡洛帶他去小吃攤喝酒。對方因為夏日且塔裡沒甚麼風，害的女兒容易長痱子，所以在卡洛請喝酒的情況下要求他製作出個能解決問題的魔導具。也是因為這樣他開發出了「冷風機」，也重新開店。曾喝醉的在卡洛面前說，希望對方的女兒未來嫁給他。也是因為這個原因卡洛再也沒邀請他到綠塔來，但本人不知道是因為這事才沒再連絡。

### 其他人物
蘇菲亞
妲莉亞小時候打理綠塔的老女僕，原為妲莉亞母親的女僕。
泰瑞莎·蘭貝蒂
妲莉亞的親生母親，已故。死因是病死。伯爵家的女兒。
妲莉亞的髮色是遺傳自她。
與卡洛相愛甚至主動嫁給他，在娘家生完妲莉亞後將她送到卡洛身邊。據妲莉亞所說是因為本人很喜歡娘家和跟卡洛感情變淡就繼續住在娘家，但實際情形不明，之後與卡洛離婚改嫁並生了一個兒子。
現任蘭貝蒂伯爵
本名不詳，妲莉亞母親的再婚對象，入贅至伯爵家並在之後繼承伯爵家的爵位。
在妻子過世並埋葬好後才通知卡洛這事情。

## 出版書籍

### 輕小說
| 卷數   | KADOKAWA       | KADOKAWA                                                | 台灣角川       | 台灣角川              |
| 卷數   | 發售日期       | ISBN                                                    | 發售日期       | ISBN                  |
| ------ | -------------- | ------------------------------------------------------- | -------------- | --------------------- |
| 1      | 2018年10月25日 | ISBN 978-4-04-065307-5                                  | 2020年11月19日 | ISBN 978-986-524070-7 |
| 2      | 2019年4月25日  | ISBN 978-4-04-065634-2                                  | 2021年5月19日  | ISBN 978-986-524411-8 |
| 3      | 2019年9月25日  | ISBN 978-4-04-064059-4                                  | 2021年9月6日   | ISBN 978-986-524762-1 |
| 4      | 2020年2月25日  | ISBN 978-4-04-064454-7                                  | 2024年3月25日  | ISBN 978-626-378401-7 |
| 5      | 2020年9月25日  | ISBN 978-4-04-064941-2                                  | 2025年1月22日  | ISBN 978-626-415115-3 |
| 6      | 2021年4月24日  | ISBN 978-4-04-680376-4                                  |                |                       |
| 7      | 2021年10月25日 | ISBN 978-4-04-680836-3                                  |                |                       |
| 8      | 2022年6月24日  | ISBN 978-4-04-681176-9                                  |                |                       |
| 9      | 2023年12月25日 | ISBN 978-4-04-681932-1                                  |                |                       |
| 番外篇 | 2024年3月25日  | ISBN 978-4-04-683144-6                                  |                |                       |
| 10     | 2024年6月25日  | ISBN 978-4-04-683712-7                                  |                |                       |
| 11     | 2024年11月25日 | ISBN 978-4-04-683820-9 ISBN 978-4-04-683821-6（特裝版） |                |                       |
| 12     | 2025年3月24日  | ISBN 978-4-04-684648-8 ISBN 978-4-04-684649-5（特裝版） |                |                       |

### 漫畫
釜田版
| 卷數 | KADOKAWA      | KADOKAWA           | 台灣角川       | 台灣角川           |
| 卷數 | 發售日期      | ISBN               | 發售日期       | ISBN               |
| ---- | ------------- | ------------------ | -------------- | ------------------ |
| 1    | 2019年9月25日 | ISBN 9784041086810 | 2020年11月26日 | ISBN 9789865240875 |
| 2    | 2020年7月22日 | ISBN 9784041097298 | 2021年5月12日  | ISBN 9789865244231 |

住川惠版
| 卷數 | Mag Garden     | Mag Garden                                              | 東立出版社     | 東立出版社             |
| 卷數 | 發售日期       | ISBN                                                    | 發售日期       | ISBN                   |
| ---- | -------------- | ------------------------------------------------------- | -------------- | ---------------------- |
| 1    | 2019年9月25日  | ISBN 978-4-8000-0897-8                                  | 2020年10月15日 | ISBN 978-957-26-5597-9 |
| 2    | 2020年2月25日  | ISBN 978-4-8000-0943-2                                  | 2023年1月16日  | ISBN 978-957-26-5598-6 |
| 3    | 2021年1月9日   | ISBN 978-4-8000-1043-8                                  |                |                        |
| 4    | 2021年10月25日 | ISBN 978-4-8000-1141-1 ISBN 978-4-8000-1136-7（特装版） |                |                        |
| 5    | 2022年9月9日   | ISBN 978-4-8000-1242-5                                  |                |                        |
| 6    | 2023年8月31日  | ISBN 978-4-8000-1364-4                                  |                |                        |
| 7    | 2024年7月10日  | ISBN 978-4-8000-1470-2 ISBN 978-4-8000-1467-2（特裝版） |                |                        |
| 8    | 2025年5月10日  | ISBN 978-4-8000-1595-2                                  |                |                        |

## 迴響
本作先後獲得《這本輕小說真厲害！2021》與《這本輕小說真厲害！2022》的單行本、Novels部門第9名。
改編漫畫改編入圍2022年電子漫畫大賞（電子漫畫大獎）（みんなが選ぶ!!電子コミック大賞）異世界部門提名名單，在2024「BookLive!讀者票選」的「讀者票選推薦最佳100部異世界漫畫」的排行榜中，位居少年漫畫·青年漫畫的第2名。

## 電視動畫
2023年8月宣布本作電視動畫化，於2024年7月至9月播出。

### 主題曲
片頭曲
主唱：岬奈子，作词：PA-NON，作曲：山田智和，编曲：渡边拓也
片尾曲
主唱：堀内麻里菜，作词：，作曲、编曲：夢見

### 各話列表
| 話數   | 日文標題 | 中文標題               | 劇本       | 分鏡     | 演出     | 作畫監督                                                  | 首播日期      |
| ------ | -------- | ---------------------- | ---------- | -------- | -------- | --------------------------------------------------------- | ------------- |
| 第1话  |          | 妲莉亚的梦             | 东出祐一郎 | 久保洋祐 | 内田雅人 | 岩永浩辅、Mubon Hyeong Jun Ryu Joong Hyeon、Jeon Hyun Jin | 2024年 7月6日 |
| 第2话  |          | 与卡尔洛的回忆         | 中村誠     | 佐藤真人 | 徐伝峰   | 岸寬毅、林由香、濱平蒼生 高橋尚千、鈴木FALCO、徐易        | 7月13日       |
| 第3话  |          | 真實的愛？             | 成尾渚     | 岡田智敬 | 內堀雅人 | Hue Hey Jung                                              | 7月20日       |
| 第4话  |          | 與騎士的相遇           | 東出祐一郎 | 渡邊慎一 | 粟井重紀 | 松本勝次、趙親雲、陳潔瓊 羅海、殷晨熙、張福民             | 7月27日       |
| 第5话  |          | 父親的禮物             | 中村誠     | 三浦紗智 | 三浦紗智 | 三浦紗智、相澤步、石川慎亮                                | 8月3日        |
| 第6话  |          | 妖精結晶的眼鏡         | 成尾渚     | 佐藤真人 | 內堀雅人 | noroanna、相澤步、岩永浩輔                                | 8月10日       |
| 第7话  |          | 大騷動的預感           | 東出祐一郎 | 川奈加奈 | 一居一平 | 十文字、Shanghai Xuanzhou Culture Media                   | 8月17日       |
| 第8话  |          | 羅塞蒂商會             | 中村誠     | 久保洋祐 | 谷口大悟 | Hue Hey-Jung                                              | 8月24日       |
| 第9话  |          | 越過噩夢               | 成尾渚     | 渡邊慎一 | 粟井重紀 | 高橋直樹、陈潔琼、趙親雲、邱錦                            | 8月31日       |
| 第10话 |          | 王城的招待             | 成尾渚     | 佐藤真人 | 岡田智敬 | 時雨                                                      | 9月7日        |
| 第11话 |          | 向天空綻放的花         | 中村誠     | 三浦紗智 | 三浦紗智 | Heo Hye-Jung                                              | 9月14日       |
| 第12话 |          | 魔導具師妲莉亞永不妥協 | 東出祐一郎 | 久保洋祐 | 久保洋祐 | 相澤步、Mubon Hyeong Jun Ryu Joong Hyeon、Jeon Hyun Jin   | 9月21日       |

### BD
| 卷數 | 發行日期       | 收錄話數     | 規格編號  |
| ---- | -------------- | ------------ | --------- |
| 上   | 2024年10月30日 | 第1話—第6話  | FFXN-9006 |
| 下   | 2024年12月25日 | 第7話—第12話 | FFXN-9007 |

## 外部連結
- 成為小說家吧連載網站（日語）
- MF Books官方網站 （页面存档备份，存于）（日語）
- 漫畫連載網站 （页面存档备份，存于）（日語）
- 電視動畫官方網站（日語）